# GMM Grammy
GMM Grammy Public Company Limited (Thai: จีเอ็มเอ็ม แกรมมี่ of G"MM' Grammy) is het grootste mediaconglomeraat-entertainmentbedrijf in Thailand. Het claimt een aandeel van 70 procent in de Thaise entertainmentindustrie. Grammy-artiesten zijn onder andere Thongchai McIntyre, Silly Fools en Loso. Naast zijn muziekactiviteiten houdt het bedrijf zich bezig met concertproductie, artiestenmanagement, film- en televisieproductie en uitgeverij.